# Westland Weasel
Westland Weasel là một mẫu thử máy bay tiêm kích/trinh sát của Anh trong Chiến tranh thế giới I.

## Tính năng kỹ chiến thuật (động cơ Dragonfly)
Dữ liệu lấy từ War Planes of the First World War: Volume Three 
Đặc điểm tổng quát
- Kíp lái: 2
- Chiều dài: 24 ft 10 in (7,57 m)
- Sải cánh: 35 ft 6 in (10,82 m)
- Chiều cao: 10 ft 1 in (3,07 m)
- Diện tích cánh: 368 ft² (34,2 m²)
- Trọng lượng rỗng: 1.867 lb (849 kg)
- Trọng lượng có tải: 3.071 lb (1.396 kg)
- Động cơ: 1 × ABC Dragonfly I, 320 hp (239 kW)

 Hiệu suất bay 
- Vận tốc cực đại: 130,5 mph (113 knot, 210 km/h) trên độ cao 6.500 ft (1.980 m)
- Trần bay: 20.700 ft (6.310 m)
- Tải trên cánh: 8,35 lb/ft² (40,8 kg/m²)
- Công suất/trọng lượng: 0,10 hp/lb (0,17 kW/kg)
- Lên độ cao 15.000 ft (4.570 m): 19 phút

Trang bị vũ khí

- Súng: 2x Súng máy Vickers và 1 hoăc 2× Súng máy Lewis .303 in